# Andri Lebedev
Pour les articles homonymes, voir Lebedev.
Andri Lebedev (né le 7 avril 1982 à Tartu, en RSS d'Estonie) est un coureur cycliste estonien.

## Palmarès
- 2002
  - 2e du championnat d'Estonie du contre-la-montre espoirs
  - 2e du championnat d'Estonie sur route
- 2004
  -  Champion d'Estonie sur route espoirs